# الهيكل الواسع النطاق للمكان والزمان (كتاب)
يعد الهيكل الواسع النطاق للزمكان كتاباُ تم طرحه عام 1973 لدراسة الفيزياء النظرية للفضاء الزماني للفيزيائي ستيفن هوكينج وعالم الرياضيات جورج إليس.

## خلفية
في منتصف السبعينيات، أتاحت التطورات في تقنيات الرصد الفلكي - علم الفلك الراديوي والأشعة تحت الحمراء والأشعة السينية - افاقا جديدة لعالم الاستكشاف العلمي، وبدورها أصبحت الأدوات التقنية الجديدة ضرورية لتطور العمل العلمي، وفي هذا الكتاب، حاول هوكينج وإليس وضع أسس المسلمات الاساسية للهندسة الرياضية رباعية الأبعاد كما وصفتها نظرية النسبية العامة لعالم الفيزياء ألبرت أينشتاين، واستخلاص نتائجه الفيزيائية على التفرد الجذبوي، والآفاق، والسببية، وفي حين أن أدوات دراسة الهندسة الإقليدية المكتشفة بواسطة عالم الخوارزميات إقليدس كانت واضحة ودائرية، فهذه كانت الأدوات اللازمة لدراسة الزمكان المنحني، وهي جزيئات الاختبار والأشعة الضوئية، ووفقا للفيزيائي الرياضي جون بايز من جامعة كاليفورنيا ، ريفرسايد، كان كتاب الهيكل الواسع النطاق للزمكان «أول كتاب يقدم وصفا مفصلا لطرق مجال الدراسة المتعلق بالرياضات الطوبولوجية الثورية، (أو دراسة المجموعات المتغيرة التي لاتتغير بطبيعة محتواها) والتي قدمت بواسطة بنروز وهوكينج في أوائل السبعينات.» 
شارك هوكينج في كتابة الكتاب مع إليس، حينما كانا زميلان في مرحلة بحث مابعد الدكتوراة في جامعة كامبريدج، وفي كتابه تاريخ موجز للزمن والذي تم نشره عام 1988، وصف ستيفن هوكينج الهيكل الواسع النطاق للزمكان بأنه كتاب على مستوى عالٍ فكريا، ويستهدف المختصين في علم الكون والفيزياء عوضا عن غير المختصين.
يعد الكتاب في وقتنا الحاضر نموذجا تقليديا في مجاله، ويأتي الكتاب بنسخة ورقية وأشكال عدة، وأيضا أُعيدت طباعته مرات عدة.

## جدول المحتويات
- مقدمة
- 1. دور الجاذبية
- 2. الهندسة التفاضلية
- 3. النسبية العامة
- 4. الأهمية الفيزيائية للانحناء
- 5. الحلول الدقيقة
- 6. هيكل السببية
- 7. مشكلة كوشي في النسبية العامة
- 8. التفرد الجذبوي للزمكان
- 9. انهيار الجاذبية والثقوب السوداء
- 10. التفرد الأولي للكون
- الملحق أ: ترجمة مقال بواسطة PS Laplace
- الملحق ب: حلول متماثلة كرويًا لنظرية بيركوف.
- المراجع
- الرموز
- فهرس

## تقدير
اعتبر عالم الرياضيات نيكولاس مايكل جون وودهاوس في جامعة أكسفورد هذا الكتاب كرسالة موثوقة ويمكن أن يصبح نموذجا تقليديا ومرجعا في مجاله مع مرور الزمن، ولاحظ أن هوكينغ وإيليس يبدأون ببديهيات مسلمات هندسة الرياضيات والفيزياء ثم يشتقون النتائج بطريقة معقدة، ويتم استكشاف العديد من الحلول الدقيقة المعروفة لمعادلات أينشتاين الميدانية ومعناها الفيزيائي، وعلى وجه الخصوص، اوضح هوكينج وإليس أن التفرد الجذبوي والثقوب السوداء تنشأ في فئة كبيرة من الحلول المنطقية، وحذر من أنه على الرغم من أن هذا الكتاب مستقل، إلا أنه أكثر ملاءمة للمتخصصين بدلاً من الطلاب الجدد لأنه مكثف ولا يحتوي على تمارين للتدريب، وأشار إلى أنه على الرغم من محاولة المؤلفين لكتابته بأسلوب صعب، إلا أنه تم استخدام بعض المصطلحات التقنية، مثل زمرة لاي، ولكن لم يتم تفسيرها مطلقًا، وتم استخدام بعض الأساليب الحديثة التي تعالج بدون تنسيق أو مكونات، ولكن لم يتم استخدامها بشكل فعال.
لاحظ الفيزيائي النظري راينر ساكس من جامعة كاليفورنيا، بيركلي، أن كتاب الهيكل الواسع النطاق للزمان نُشر في غضون بضع سنوات فقط، وبهذا أصبح الكتاب مماثلا في مدة نشره لكتب «الجاذبية» و«علم الكونيات» بواسطة ستيفن واينبرغ والجاذبية بواسطة تشارلز ميزنر، كيب ثورن، وجون أرتشيبالد ويلر، واعتقد أن هذه الكتب الثلاثة يمكن أن تكمل بعضها البعض وتقود الطلاب إلى طليعة البحث، وبينما استخدم هوكينج وإليس التحليل الشامل بإسهاب، إلا أنهما لم يتحدثان إلا قليلاً نسبيًا عن الأساليب المضطربة، وهذا هو الفارق بين هذا الكتاب والكتابين الآخرين، لأن الكتابين الآخرين يهملان التحليل العالمي ويغطيان الاضطرابات بالتفصيل الدقيق، وكان راينر يعتقد أن هوكينج وإيليس انتجا عملاً رائعاً يلخص التطورات الأخيرة في المجال (اعتبارًا من عام 1974) وأن الفئة المستهدفة هم طلبة الدكتوراه وما أعلاه، ومن يتمتعون بخلفية رياضية قوية ولديهم خبرات مسبقة في التعامل مع مواضيع النسبية العامة، وجادل بأن جوهر الكتاب يتكون من فصلين، الفصل الرابع المتعلق حول أهمية انحناء الزمكان والفصل السادس عن البنية السببية، وأن التطبيق الأكثر إثارة للاهتمام هو الفصل قبل الأخير عن الثقوب السوداء، وذكر بأنه من الصعب في بعض الأحيان متابعة الحجج الرياضية واقترح تقنيات الطوبولوجيا التفاضلية في النسبية بواسطة روجر بنروز كمرجع، وكما لاحظ عددًا صغيرًا من الأخطاء، لكنها لم تؤثر على النتائج العامة التي توصل إليها هوكينغ وإيليس، ورأى أن هذا الكتاب هو عرض «نموذجي» للتفاعل بين الرياضيات والفيزياء ويمكن أن يصبح له تأثير كبيرفي مجاله مستقبلاً.
أوصى الفيزيائي النظري جون أرتشيبالد ويلر من جامعة برينستون بهذا الكتاب لأي شخص مهتم بتداعيات النسبية العامة لعلم الكونيات، ونظريات التفرد، وفيزياء الثقوب السوداء، والمقدمة بطريقة إقليدية تقريبًا، وعلى الرغم من أنه أقر بأن هذا ليس كتابًا دراسيًا بسبب افتقاره إلى الأمثلة والتمارين، إلا أنه أشاد بجميع المخططات البيانية التوضيحية الموجودة في الكتاب وعددها62.